# Décoration de puits

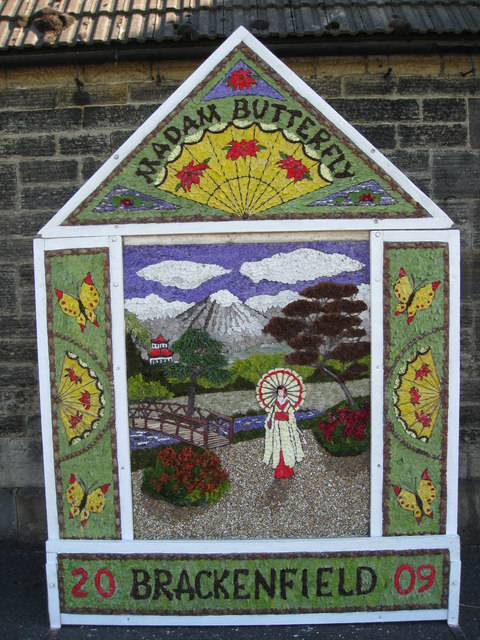
Well Dressing à Brackenfield, 2009

Le Well dressing (décoration de puits) est une tradition estivale rurale d'Angleterre dans laquelle des sources d'eau naturelle (les puits en particulier) font l'objet d'une décoration de pétales. On l'associe le plus au Peak District du Derbyshire et du Staffordshire.